# 存车线
存车线，又稱留置線，是铁路或轨道交通的辅助线的—种，主要用存放备用列车、临时存放故障列车、夜间作业车辆的折返；或者铁路车站货场临时存放待卸车、换装整理车及其他车辆。
临时存放故障列车的专门线路，也称作“停车线”或“故障列车待避线”。